# Ben Roberts (football)
Pour les articles homonymes, voir Roberts.
Ne pas confondre avec le scénariste Ben Roberts
Benjamin James Roberts, couramment appelé Ben Roberts, est un footballeur puis entraîneur anglais, né le 22 juin 1975 à Bishop Auckland (Angleterre). Évoluant au poste de gardien de but, il est principalement connu pour avoir joué pour Middlesbrough, Wycombe Wanderers, Millwall, Luton Town et Brighton & Hove Albion ainsi que pour avoir été international espoir anglais.

## Biographie

### Carrière de joueur
Natif de Bishop Auckland, il intègre l'équipe de jeunes de Middlesbrough, le grand club du comté de Durham en 1991 à l'âge de 16 ans. Il franchit rapidement les étapes et devient professionnel en 1993, jouant son premier match officiel en Coupe anglo-italienne contre Ancône, à 19 ans.
Il s'aguerrit dans les divisions inférieures lors de trois prêts, à Hartlepool United, Wycombe Wanderers puis Bradford City, avant de connaître sa première titularisation en Premier League en février 1997 contre Sheffield Wednesday.
Une blessure de Mark Schwarzer, l'habituel gardien titulaire du club, le propulse comme choix no 1 pour la fin de la saison 1996-1997 ainsi que pour les parcours du club en FA Cup 1996-1997 qui voit Boro aller jusqu'en finale, perdue 0-2 contre Chelsea (avec notamment un but célèbre de Roberto Di Matteo inscrit après 43 secondes de jeu), et en League Cup 1996-1997, perdue 1-2 contre Leicester City, après un premier match nul 1-1 et un match à rejouer 0-1.
La suite de sa carrière à Middlesbrough fut une longue suite de blessures, de méformes et de périodes de prêt, à Millwall (par deux fois) et à Luton Town.
Au cours de l'été 2000, il est transféré à Charlton Athletic, où il ne parvient pas à s'imposer. Il connaît de nouveau plusieurs prêts à Reading, Luton Town (qu'il retrouve pour la deuxième fois en prêt) et enfin à Brighton & Hove Albion, qu'il rejoint ensuite définitivement en 2003. Son unique apparition pour les Addicks a lieu pour la dernière journée de la saison 2002-2003 de Premier League contre Fulham, pour suppléer Dean Kiely, sorti à la suite d'un carton rouge.
Sa période à Brighton & Hove Albion est plus fructueuse. Il est le gardien titulaire et participe activement à la promotion du club en Championship, après une victoire lors des play-offs de promotion contre Bristol City au Millennium Stadium. Malheureusement, une blessure récurrente au dos l'oblige à prendre sa retraite en 2005 à 29 ans.
Il tente un retour en 2007 dans le championnat irlandais à Derry City mais ne joue finalement aucun match officiel.

### Carrière internationale
En 1997, il reçoit une unique sélection en équipe d'Angleterre espoirs.

### Carrière d'entraîneur
Après sa retraite de joueur quelque peu précipitée à 29 ans, il s'accorde une année sabbatique à voyager à travers le monde (notamment au Brésil où il étudiera les méthodes d'entraînement locales) puis il reprend ses études et obtient un diplôme de l'université Roehampton, en ingénierie sportive, ainsi que son diplôme d'entraîneur. Il reçoit même une récompense pour son mémoire de fin d'études, intitulé Une analyse biomécanique de la technique de saut des gardiens de but au football.
En juin 2009, il est nommé entraîneur des gardiens et responsable de la cellule de détection de Yeovil Town. À cette occasion, il est amené à une occasion à rechausser les crampons à la suite d'une pénurie de gardiens, le 30 octobre 2010, remplaçant à la mi-temps Stephen Henderson, blessé et dernier gardien valide du club.
Durant ses deux saisons à Yeovil Town, il participe activement à l'éclosion d'Alex McCarthy et de Stephen Henderson, avant de quitter le club le 29 décembre 2010 pour s'engager avec Charlton Athletic en tant qu'entraîneur des gardiens.
Il y reste cinq saisons, et participe à la formation de Ben Hamer et de David Button. Il s'engage le 23 juin 2015 comme entraîneur des gardiens de Brighton & Hove Albion, en remplacement d'Antti Niemi, parti pour la Finlande.
Il est par ailleurs un coureur de fond amateur de bon niveau, participant régulièrement au marathon de Londres et à la Great North Run, ce qui lui permet de lever des fonds à destination de l'association caritative Asthma UK.